# Trang viên ở Łomnica

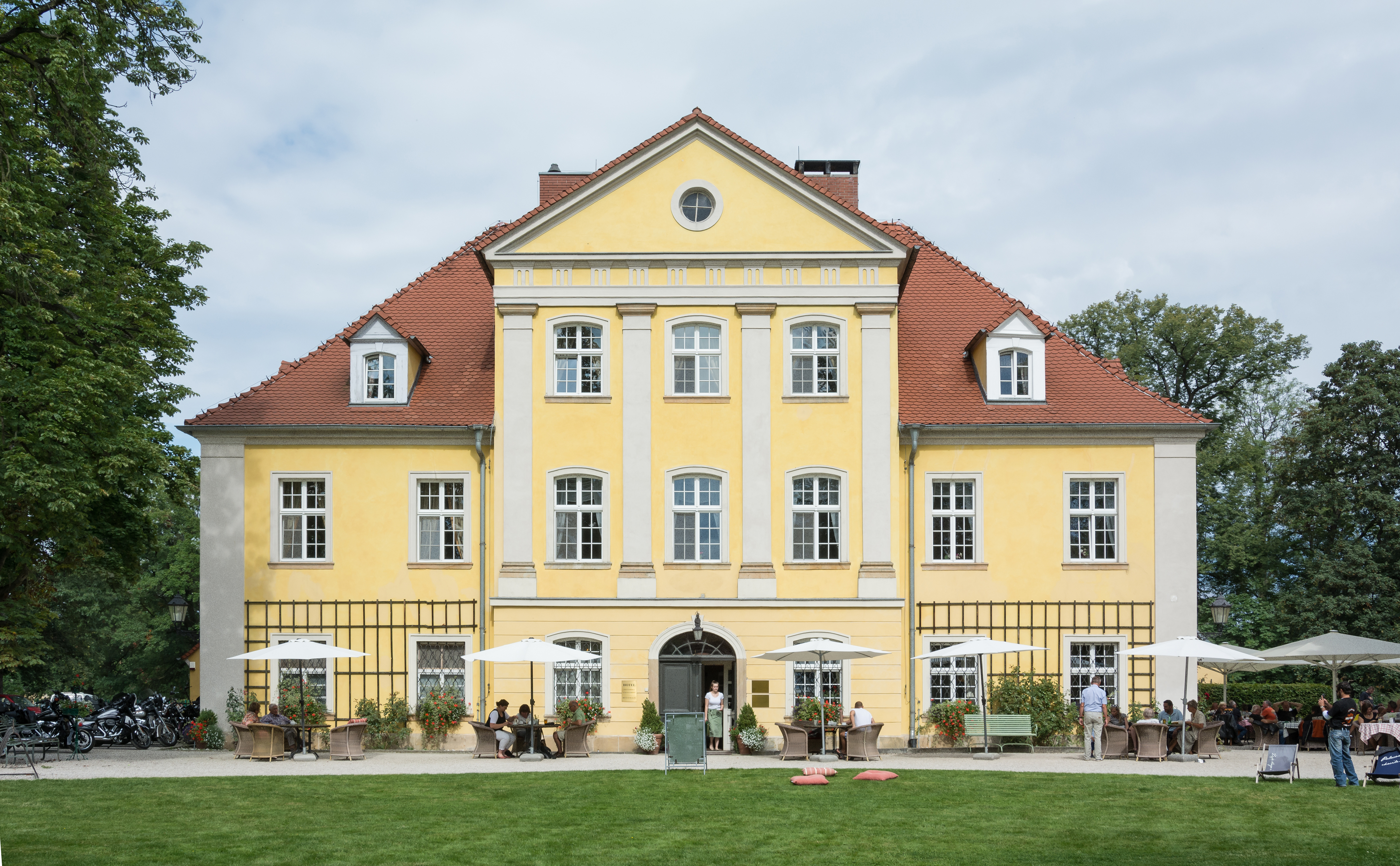
Trang viên "Dom wdowy" ở Łomnica (2016)

Trang viên ở Łomnica (tiếng Ba Lan: Dwór „Dom wdowy" w Łomnicy) là một trang viên lịch sử được Christian Gottfried Mentzl xây dựng vào năm 1804, tại số 3 Karpnicka, Łomnica, tỉnh Dolnośląskie, Ba Lan. Trang viên có tên trong sổ đăng ký di tích.
Vào thế kỷ 20, trang viên này được xây dựng lại. Sau đó, trang viên tiếp tục được tái thiết trong giai đoạn 1995-1998. Hiện nay, sau nhiều lần được trùng tu cẩn thận, trang viên được trưng dụng để làm khách sạn, nhà hàng và quán cà phê. Ngoài ra, dinh thự còn là trụ sở tổ chức Dominium Łomnica Foundation. Đây là một tổ chức bảo tồn di sản văn hóa đối với Công viên văn hóa của Thung lũng Jelenia Góra.

## Thiết kế
Trang viên là một tòa nhà hai tầng được xây dựng trên một mặt phẳng hình chữ nhật và trên các mái dốc có nhiều cửa sổ. Cách bố trí ban đầu ở các gian phòng tầng trệt và tầng một hiện vẫn được giữ nguyên. Trong sảnh lớn ở tầng trệt, có một bức tường kiến trúc nhiều màu sắc từ đầu thế kỷ 19. Chi tiết này được làm sạch và tái tạo một phần vào giai đoạn 1996-1997. Công trình kiến trúc này là một phần của khu phức hợp cung điện, bao gồm một cung điện (Schloss Lomnitz) và một công viên.